# قلعه اسکوکلوستر
قلعه اسکوکلوستر (به انگلیسی: Skokloster Castle) قلعه‌ای است که نزدیک به دریاچه مئلارن میان اوپلاند و استکهلم قرار دارد. این بنا در بین سال‌های ۱۶۵۴ و ۱۶۷۶ به سبک باروک توسط فرمانده نظامی ثروتمند کنت (لقب) کارل گوستاف ورانگل ساخته شد. عمده طراحی این بنا توسط کاسپر وگل انجام شد اما معمارانی چون نیکودموس تسین الدر و ژان د لا والی نیز اقداماتی در این زمینه انجام دادند. پس از درگذشت ورانگل قلعه به دست خانواده براهه رسید. در سال ۱۹۶۷ قلعه و محتویات آن توسط خانواده براهه به دولت سوئد فروخته شد. این خانواده هنوز هم در مجاورت قلعه ساکن است. این بنای تاریخی به عصر امپراتوری سوئد متعلق است.

## نگارخانه

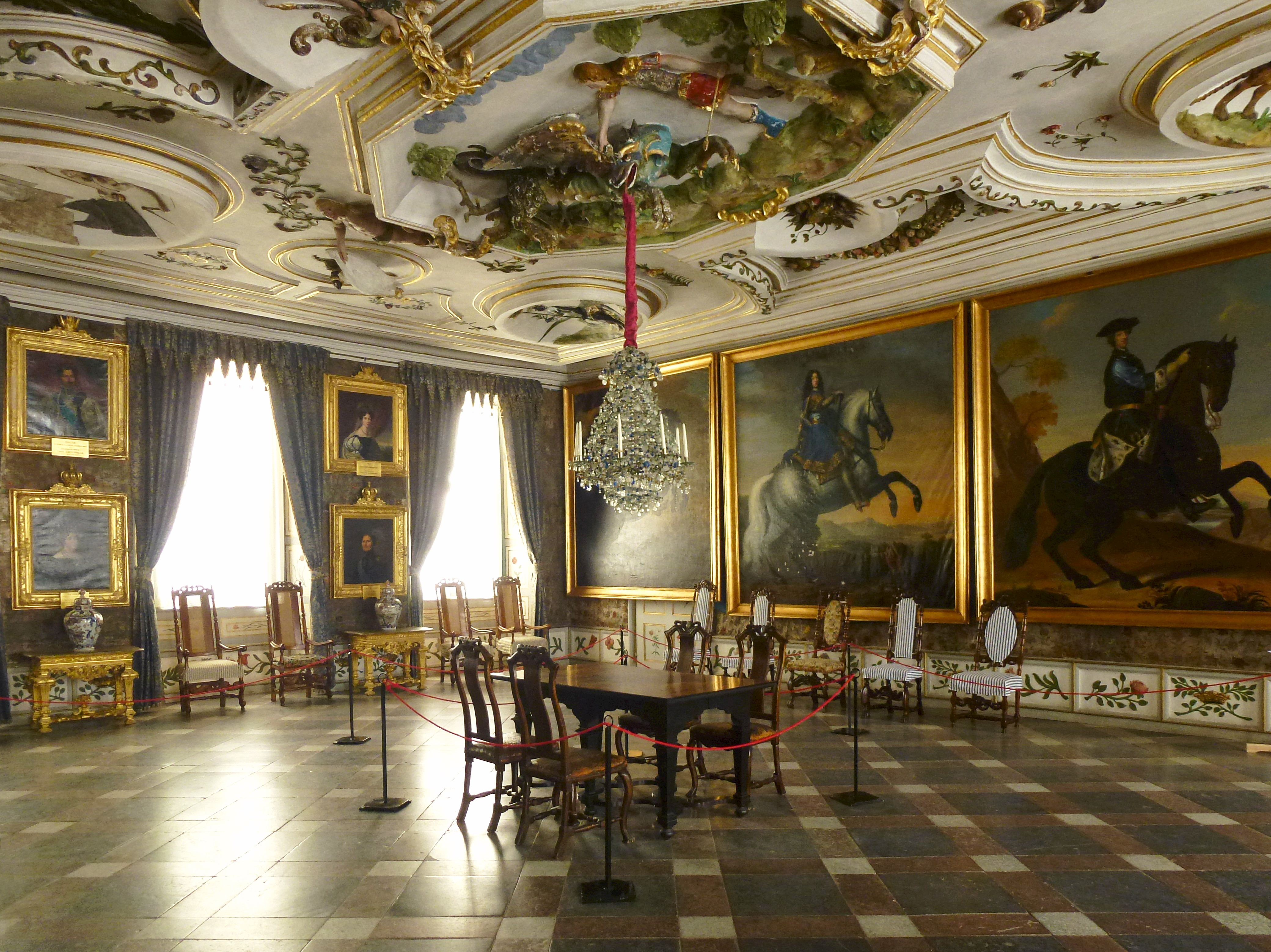
تالار پادشاه
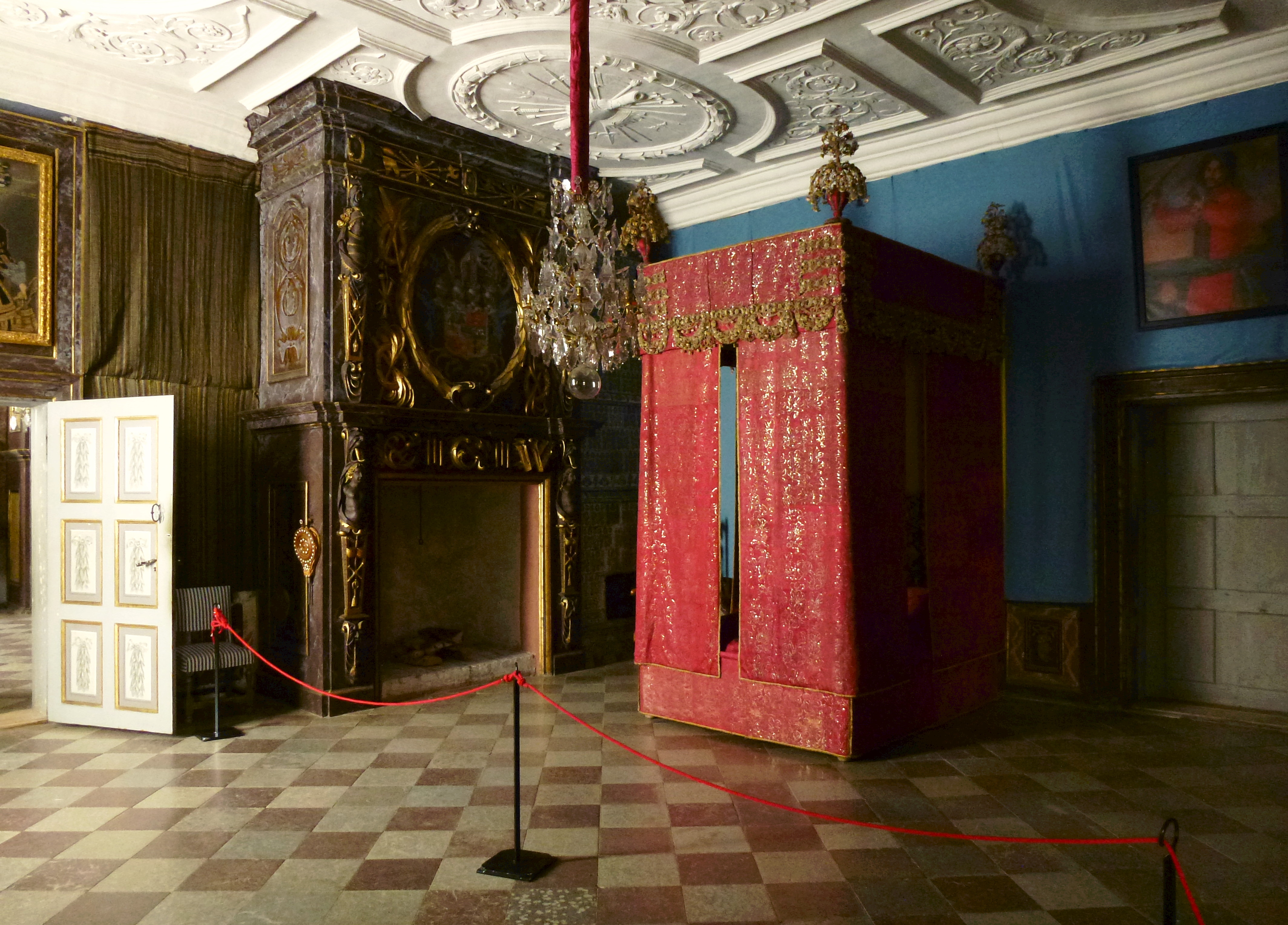
اتاق خواب ورانگل
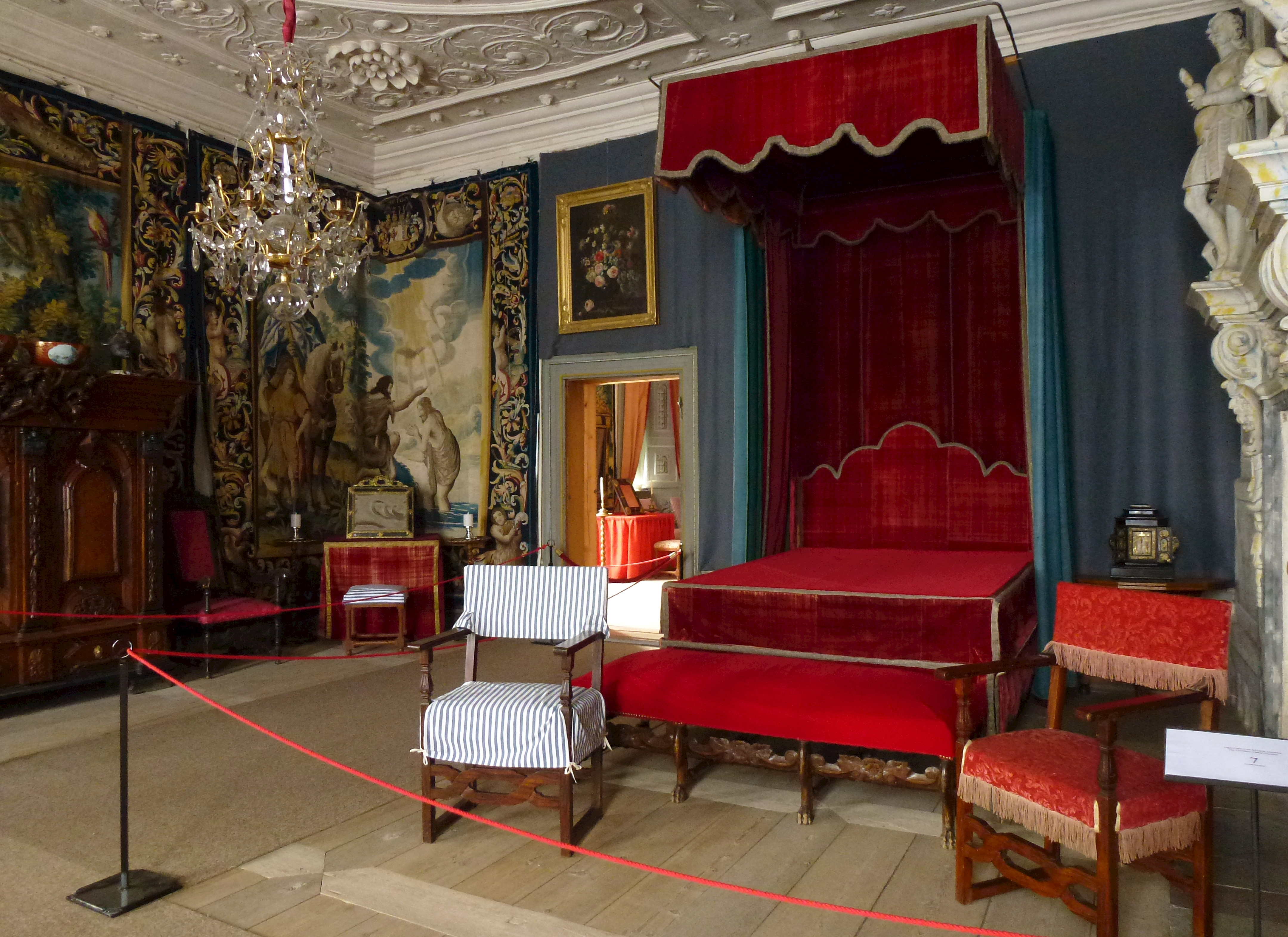
شبستان ورانگل
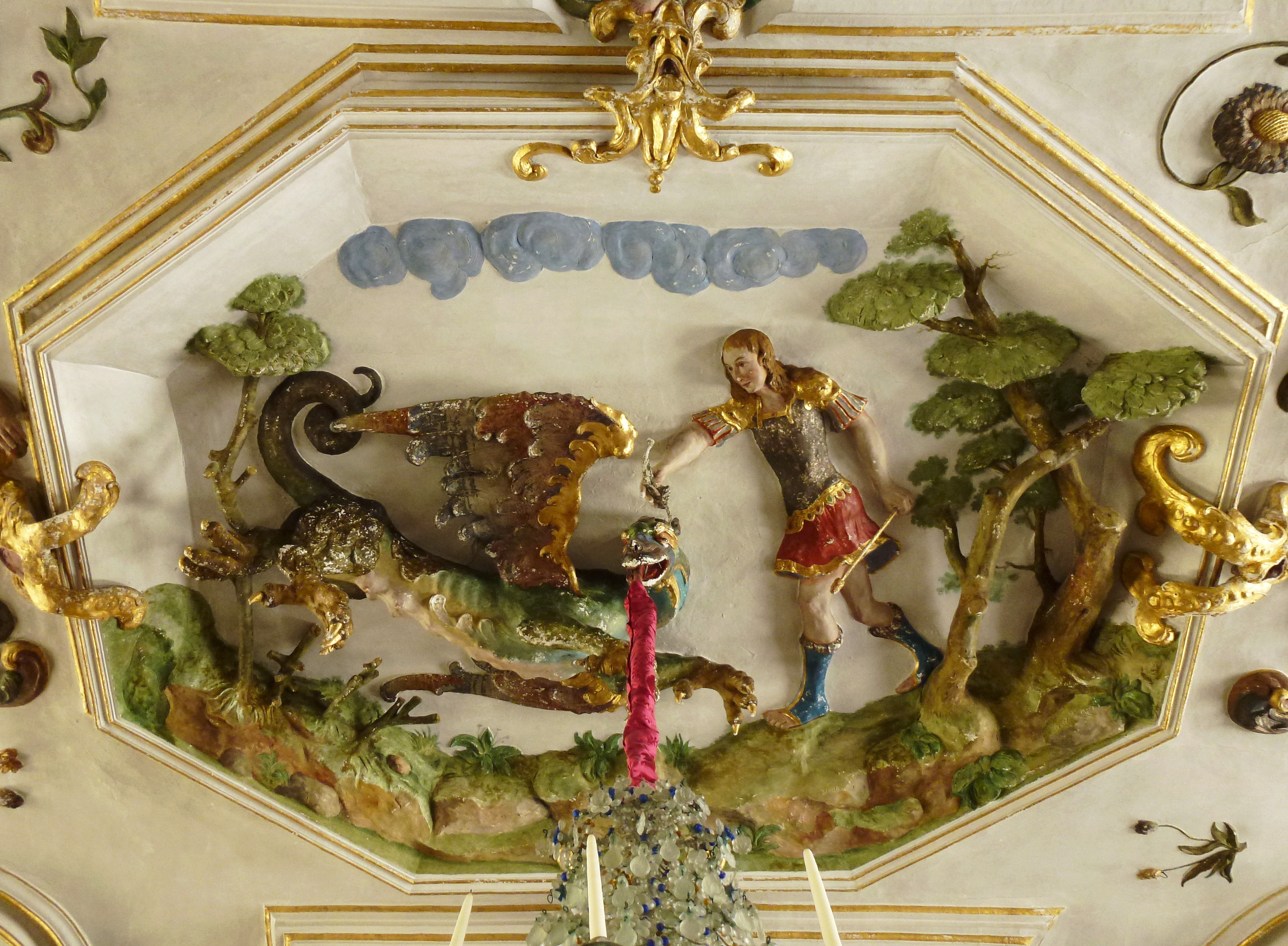
لوستر
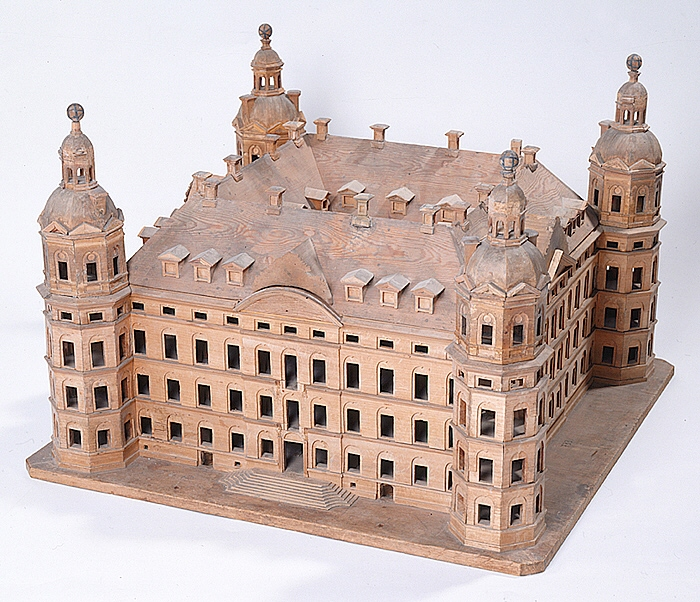
مدل قلعه در ۱۶۵۷
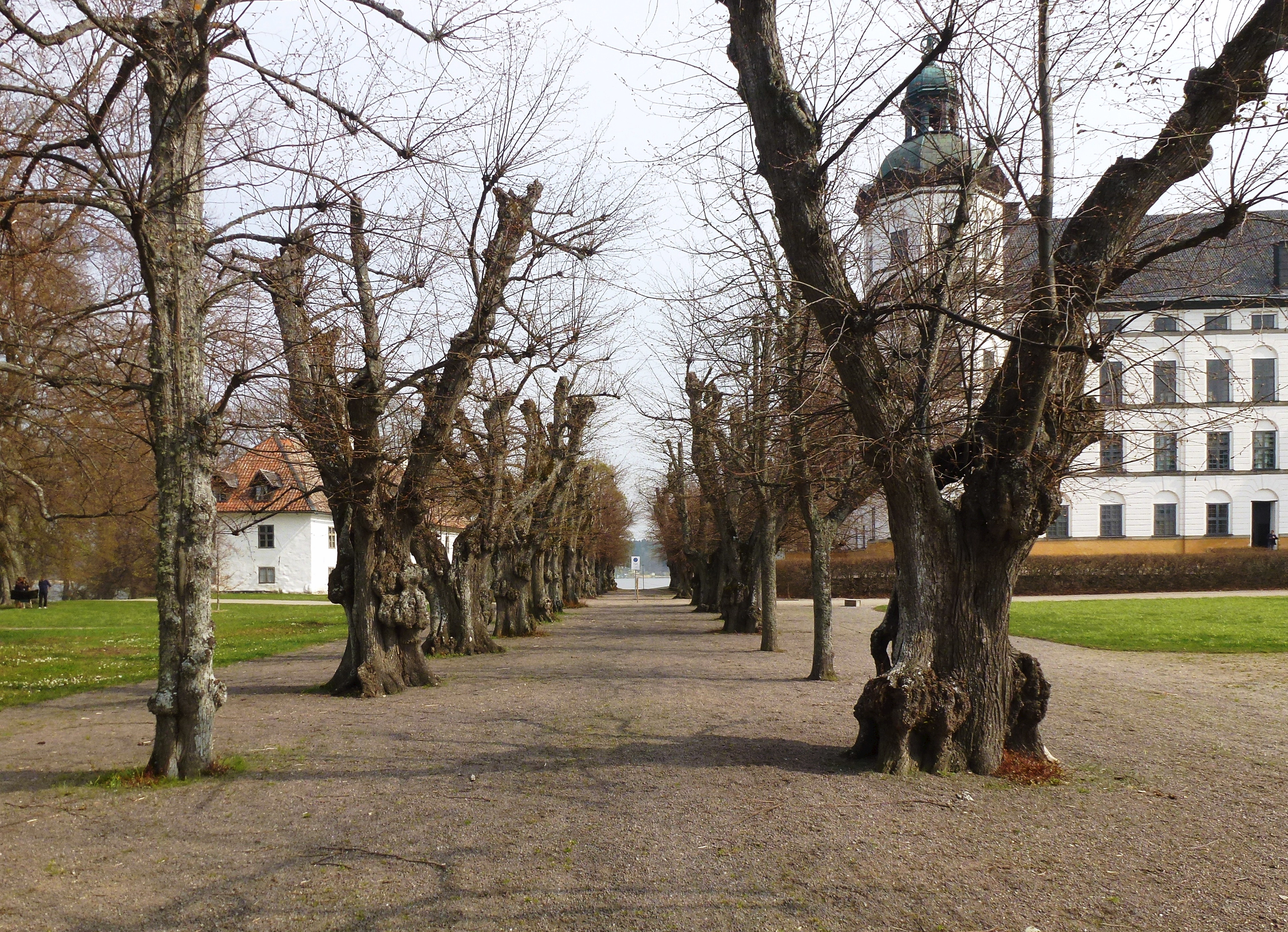
خیابانی با ۳۳۰ سال قدمت
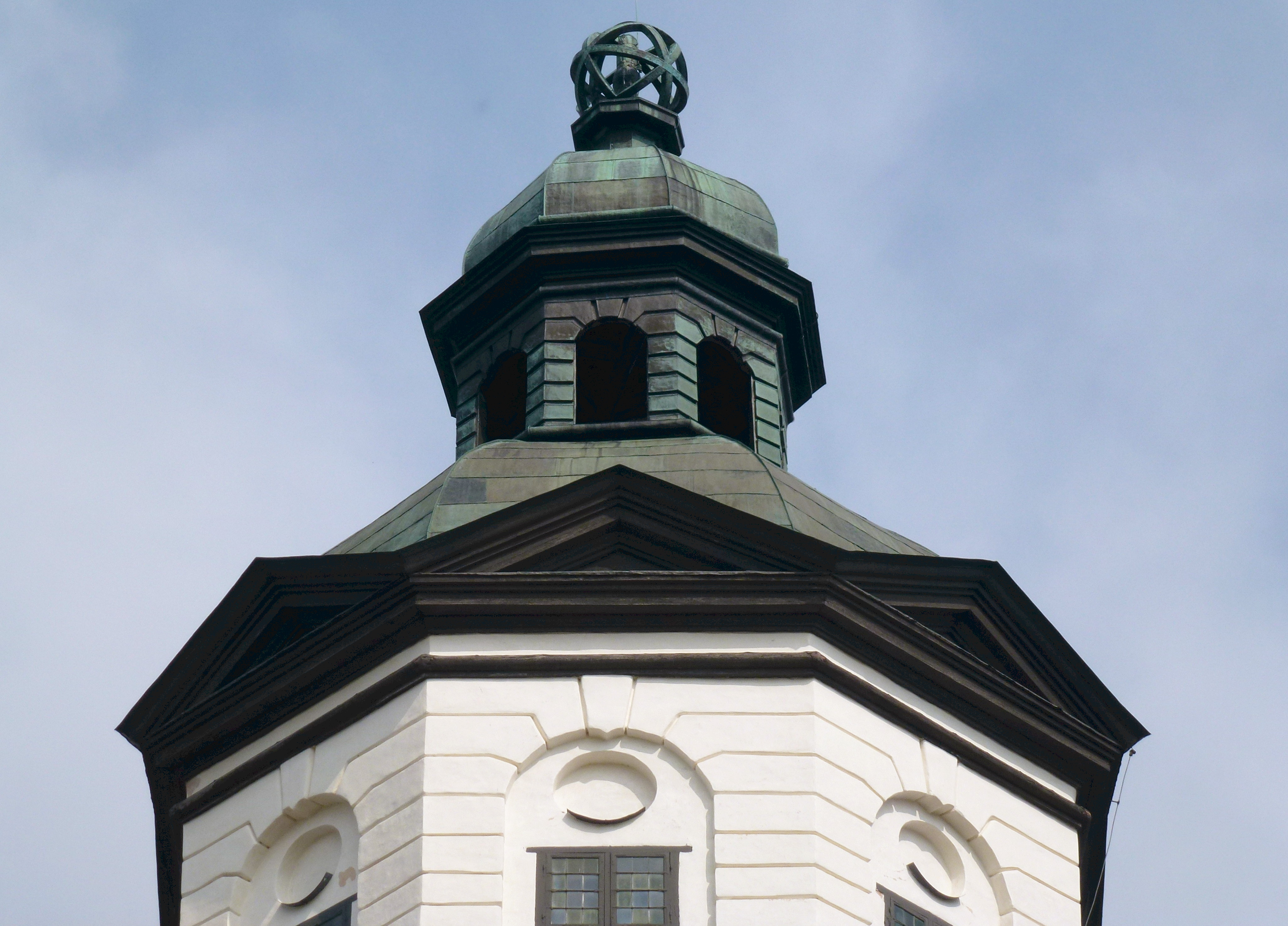
برج قلعه
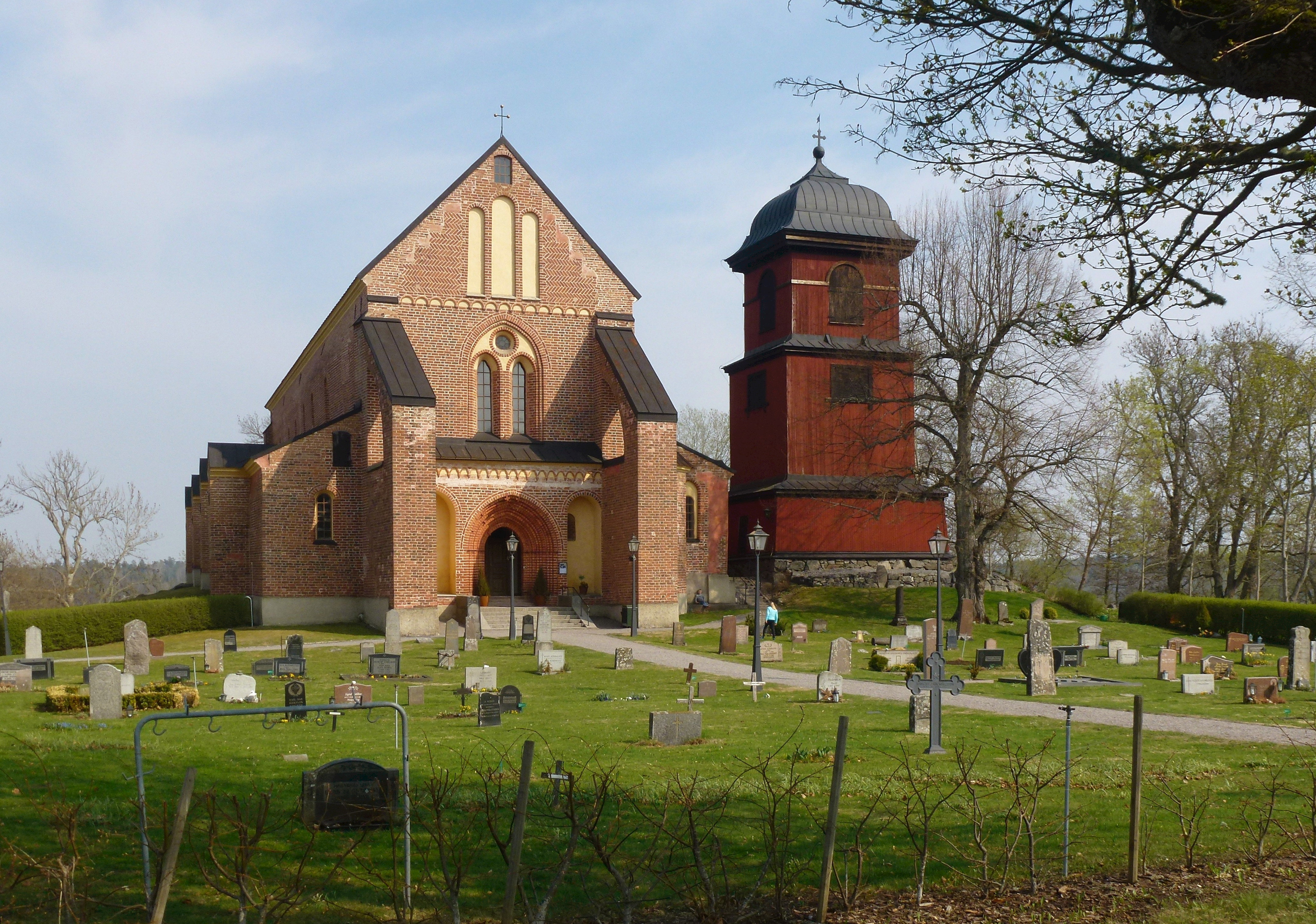
کلیسا
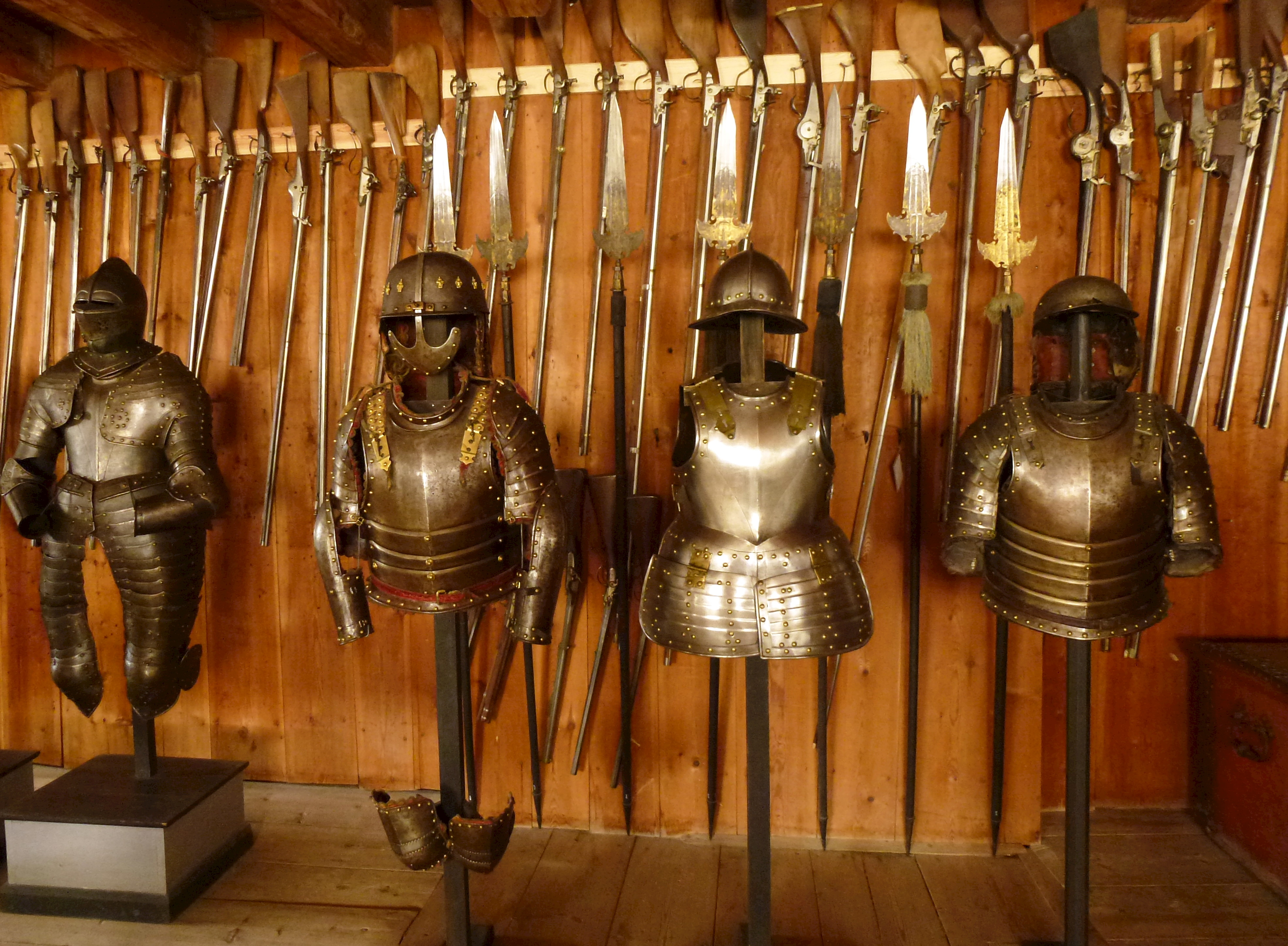
انبار مهمات ۱
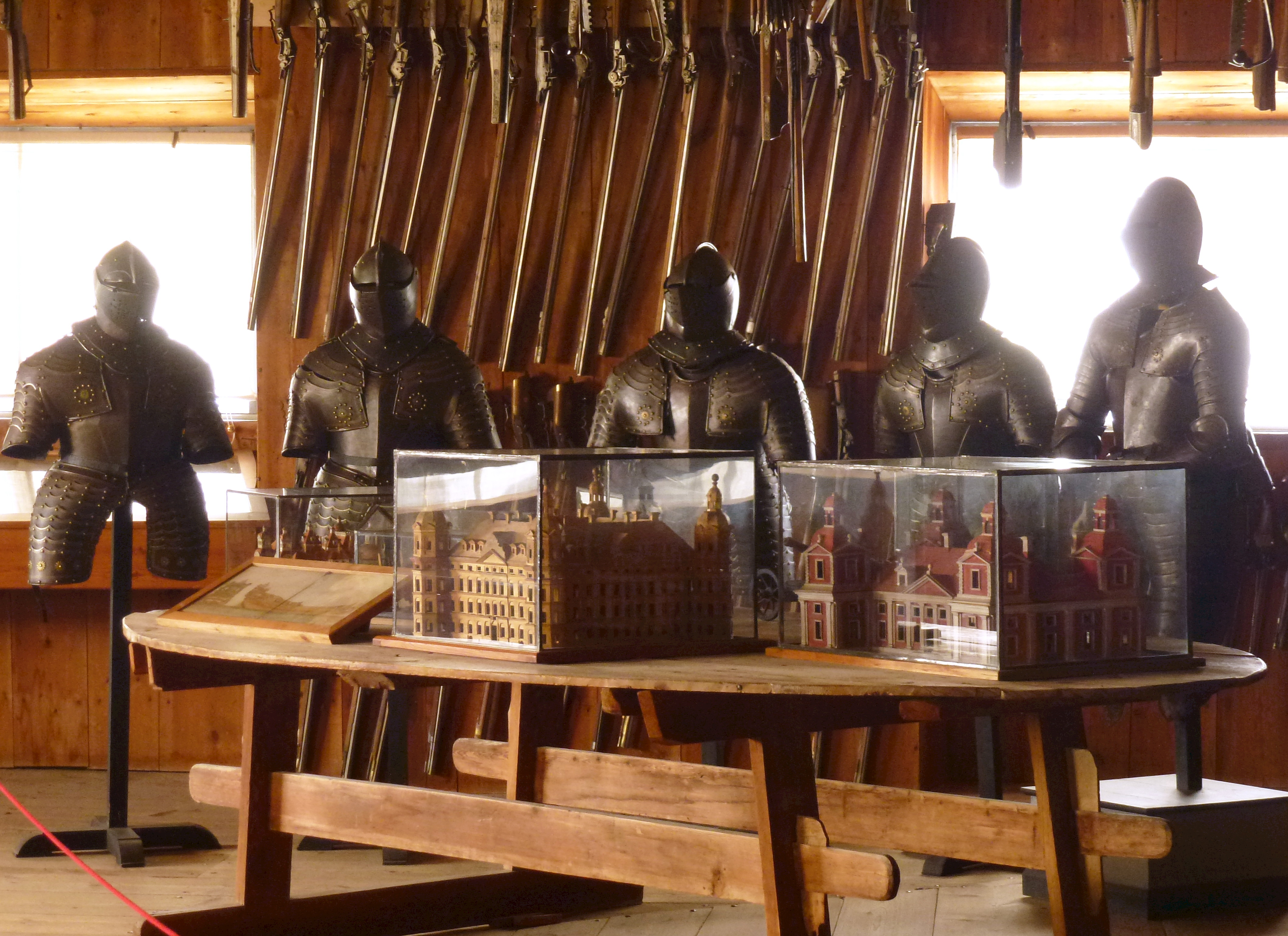
انبار مهمات ۲
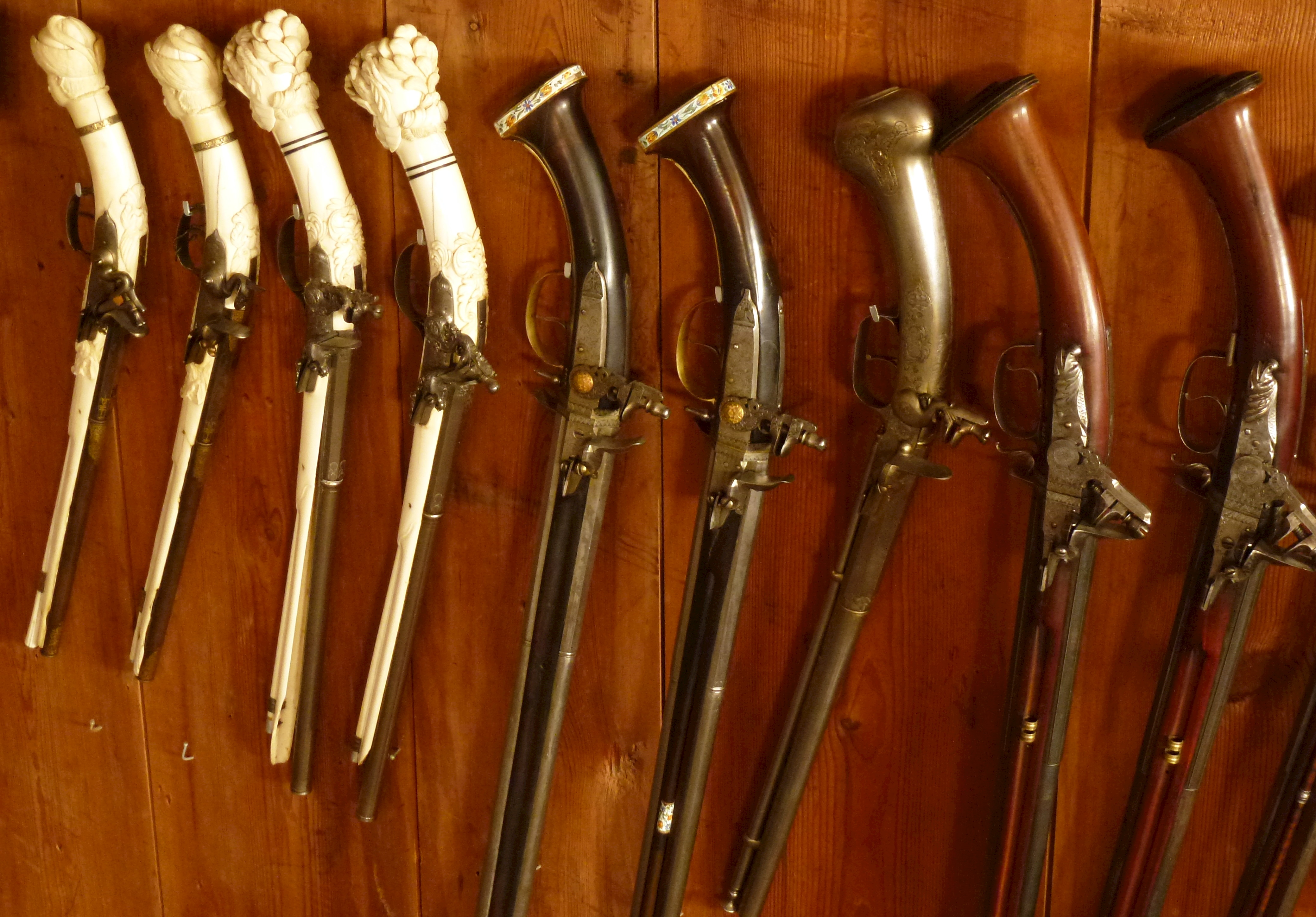
انبار مهمات ۳
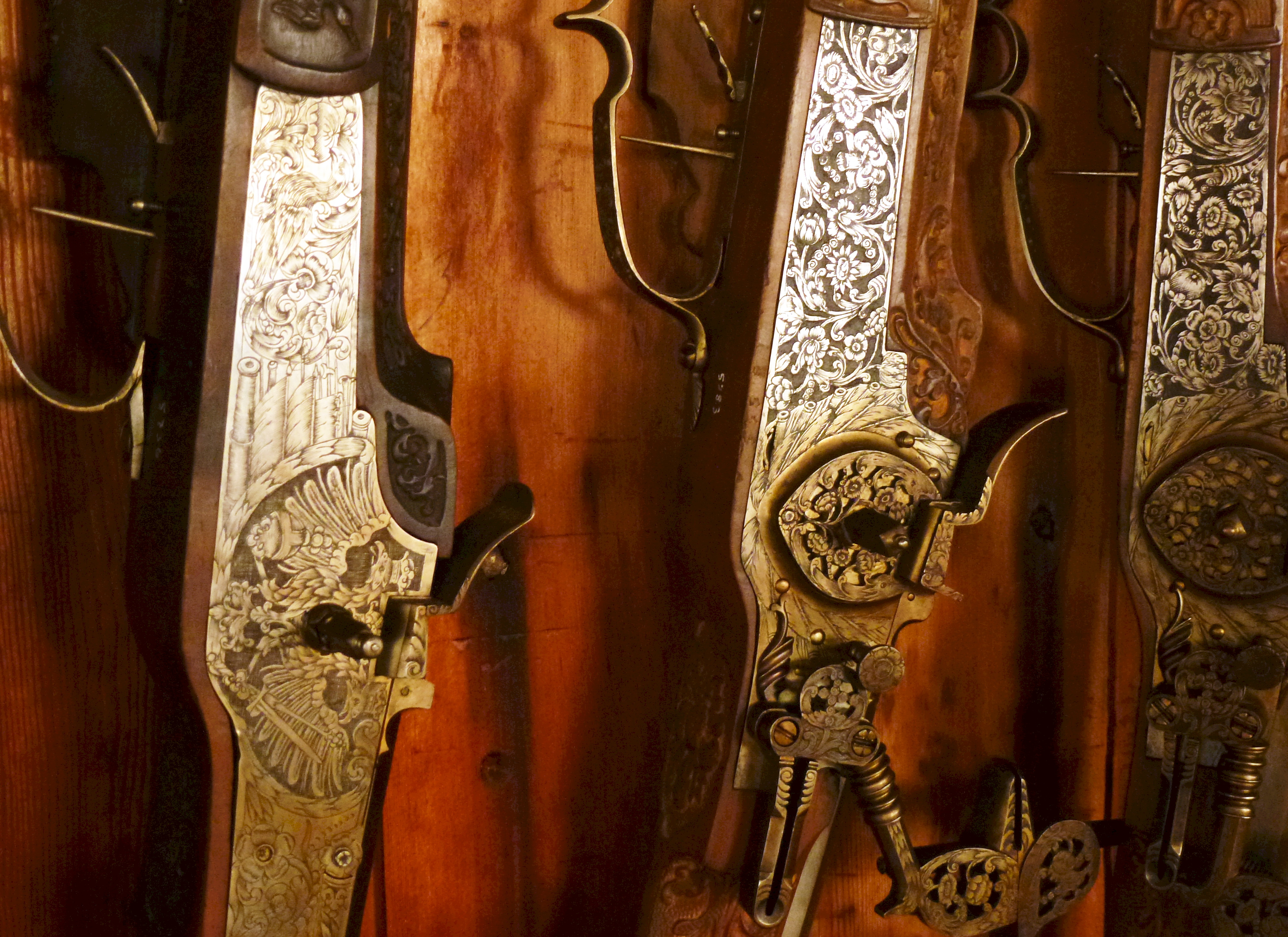
انبار مهمات ۴